# 分校村
分校村（ぶんぎょうむら）は、石川県江沼郡に存在した村。
「分校」の地名は、班田制における校田に由来するということが一説である。

## 地理
- 現在の加賀市東部、江沼平野の東部に位置。
- 高塚の地区内に北陸本線が通っている。
- 当時の主な産業は、農業、瓦製造だった。

## 歴史
- 1877年（明治10年） - 大分校村（現在の加賀市分校町の東半分）及び小分校村（同・西半分）が合併して、分校村が発足する。
- 1889年（明治22年）4月1日 - 町村制の施行により、分校村、箱宮村、打越村及び高塚村の区域をもって、分校村が発足する。当初、役場は打越に設置。
- 1931年（昭和6年） - 役場を分校に移転。
- 1947年（昭和22年）4月1日 - 分校村立分校中学校開校。
- 1954年（昭和29年）11月3日 - 動橋町及び分校村が合併して、改めて動橋町が発足する、分校村の4大字は動橋町の大字に継承。
- 1958年（昭和33年）1月1日 - 大聖寺町、橋立町、片山津町、動橋町、山代町、南郷村、三谷村、三木村及び塩屋村が合併して、加賀市が発足する。旧分校村の4大字を含む9大字は加賀市の町名に継承。

## 教育
- 分校村立分校小学校（現在の加賀市立分校小学校）
- 分校村立分校中学校（後の動橋町立→加賀市立。1962年（昭和37年）に動橋中学校、作見中学校と統合し、加賀市立東部中学校（現・加賀市立東和中学校）となる。1964年（昭和39年）10月1日の校舎竣工までは、校舎は分校教場として存続。）